# ماكس فيرنون
ماكس فيرنون (بالإنجليزية: Max Vernon)‏ هو موسيقي أمريكي، ولد في 24 مايو 1988.

## وصلات خارجية
- ماكس فيرنون على موقع IMDb (الإنجليزية)
- ماكس فيرنون على موقع ميوزك برينز (الإنجليزية)
- ماكس فيرنون على موقع ديسكوغز (الإنجليزية)